# Tvärskogsudde
Tvärskogsudde är en landtunga som smalnar av sjön Roxen i Linköpings kommun till en "midja". Landtungan sträcker sig nästan i rakt nord-sydlig riktning. På Tvärskogsudde, eller allmänt även "Udden", finns vindsurfingklubben Linsurf sedan 1981. Linsurf arrenderar klubbområdet som ligger längst ut på Tvärskogsudde genom Linköpings kommun. Tvärskogsudde ligger öppen för den förhärskande sydvästliga till nordvästliga vinden i området, samtidigt som omgivningarna är väldigt flacka. Detta gör att platsen troligtvis är bäst lämpad i hela Östergötland för segelsport i jämn och stark vind. Av denna anledning har här, i Linsurfs regi, även hållits ett flertal tävlingar i den Svenska vindsurfingcupen som arrangeras av SVF, Svenska Vindsurfing Förbundet. Skogen på Tvärskog, tillsammans med västlig vind, ger till och med en viss corioliseffekt med lokal vindförstärkning direkt utanför land. Tvärskogsudde betraktas som ett område med stort allmänt intresse vad beträffar dess natur och läge, marken ägs och förvaltas av Statens fastighetsverk (SFV).